# Grupo 2 de Caza-Bombardero
El Grupo 2 de Caza-Bombardero fue una unidad militar de la Fuerza Aérea Argentina.

## Historia
Se creó, como «Regimiento 4 de Caza-Interceptora», el 3 de diciembre de 1947. Recibió aviones Gloster Meteor de la dotación de la Fuerza Aérea Argentina. En 1949, fue encuadrado dentro de la VI Brigada Aérea. En 1951, pasó a ser «Grupo 2 de Caza-Interceptora». A partir de 1952, pasó a formar en la VII Brigada Aérea, integrando brevemente la VI Brigada Aérea en 1955. En 1959, adoptó el nombre de «Grupo 2 de Caza-Bombardero», nombre que mantuvo hasta su disolución en 1967.